# Râul Valea lui Iovan
Râul Valea lui Iovan sau Râul Iovanul este un curs de apă, afluent al râului Cerna. Se formează la confluența brațelor Godeanu and Scărișoara

## Hărți
- Harta Munții Godeanu  Arhivat în 11 octombrie 2008, la Wayback Machine.